# 아산정책연구원
아산정책연구원(峨山政策硏究院. the Asan Institute for Policy Studies)은 대한민국의 민간 싱크탱크다. 정몽준 명예이사장이 현대그룹의 창업자인 故 아산(峨山) 정주영(鄭周永) 명예회장의 정신을 이어받아 한국의 국력과 위상에 걸맞은 세계적 싱크탱크를 건립하고자 2008년 2월 11일에 설립했다.
2015년에는 중국사회과학원이 발표한 세계 100대 싱크탱크 순위에 한국의 민간 싱크탱크로는 유일하게 선정되었으며, 2017년에는 한경비즈니스에서 선정한 '한국 100대 싱크탱크'에서 외교∙안보 부문 4위에 선정되기도 했다. 또한 미국 펜실베이니아 대학교 산하 ‘싱크탱크와 시민사회 프로그램(Think Tanks and Civil Societies Program)’에서 발표한 ‘2015 세계 싱크탱크 보고서 (2015 Global Go To Think Tank Index Report)’에서는 한·중·일·인도 4개국의 65개 싱크탱크 중 11위에 선정되었다.
연구원의 주요 연구분야로는 안보, 외교 정책, 지역연구, 여론과 국내 정치, 사회과학 방법론, 글로벌 거버넌스 등이다. 또한 아시아-태평양 지역 외교안보 이슈에 대해 외교안보정책전문 영문 웹저널 아산포럼을 발간하고 있으며, 아산나눔재단과 공동으로 설립한 아산서원이 있다.

## 임원진[5]
- 명예 이사장 : 정몽준
- 원장 : 최강

### 이사진
- 김동성 중앙대학교 명예교수
- 김성한 고려대학교 국제대학원 교수; 前 외교통상부 제2차관
- 김용민 한국외국어대학교 정치외교학과 교수
- 김형국 서울대학교 명예교수
- 박노형 고려대학교 법학전문대학원 교수
- 박철희 서울대학교 국제대학원 교수
- 박태호 서울대학교 국제대학원 교수
- 박형지 연세대학교 언더우드대학장; 연세대 영문학과 교수
- 신명순 연세대학교 명예교수
- 이인호 前 주러시아 대사; 前 아산정책연구원 이사장
- 이철우 연세대학교 법학전문대학원 교수
- 이홍구 서울국제포럼 이사장; 前 국무총리
- 연강흠 (감사); 연세대학교 경영학부 교수